# Carl-Johan Vallgren
Pour les articles homonymes, voir Vallgren.
Carl-Johan Emanuel Vallgren est un écrivain, chanteur, dramaturge et acteur suédois né le 26 juillet 1964 à Linköping.

## Biographie
Il grandit à Falkenberg, vit pendant plusieurs années à Berlin et réside actuellement à Stockholm.
Il se lance dans l'écriture en 1987, mais le succès lui ne lui vient qu'avec la parution du roman Les Aventures fantastiques d'Hercule Barfuss (Den vidunderliga kärlekens historia) qui remporte le Prix August 2002.
Il aborde la science-fiction en 2009 avec le roman d'anticipation Kunzelmann och Kunzelmann. 
Son roman L’Homme-sirène (Havsmannen), paru en 2012, raconte les relations difficiles de Nella et Robert, frère et sœur vulnérable, avec la communauté de Falkenberg dans les années 1980.
En 2013, il signe Lucifer (un pseudonyme non retenu par les éditeurs français qui publient le roman sous la signature Carl-Johan Vallgren) un roman policier intitulé Le Garçon de l'ombre (Skuggpojken), dont le récit, qui s'amorce en 1970, est centré sur la disparition de deux jumeaux à quarante ans d'intervalle.
Les romans de Vallgren, traduits en 25 langues, ont atteint un large public en Allemagne, Italie, Espagne et Russie.
Comme chanteur, il fait paraître plusieurs disques où son répertoire oscille entre le rock satirique et la musique de cabaret.
Auteur de plusieurs textes dramatiques, dont la pièce Love Radio, 87,9 MHz présentée au Théâtre dramatique royal de Stockholm en 2007, il apparaît comme acteur dans deux films allemands de Maria von Heland (de) : Big Girls Don't Cry (Große Mädchen weinen nicht) (2002) et Sök (2006).

## Discographie
- Klädpoker med djävulen (Strip poker avec le Diable), 1996
- Easy listening för masochister (Easy listening pour masochistes), 1998
- Kärlek och andra katastrofer (Amour et autres catastrophes), 2001
- 2000 mil, 400 nätter (2000 miles, 400 nuits), 2003
- I provinsen (En province), 2004
- Livet (La Vie), 2007
- Nattbok (Livre de nuit), 2010

## Filmographie
- 2002 : Big Girls Don't Cry (Große Mädchen weinen nicht) de Maria von Heland : Conny Laser
- 2006 : Sök de Maria von Heland : Leo

## Œuvre littéraire

### Romans

#### Sous la signature Carl-Johan Vallgren
- 1987 : Nomaderna
- 1988 : Längta bort
- 1990 : Fågelkvinnan
- 1994 : Berättelser om sömn och vaka
- 1996 : Dokument rörande spelaren Rubashov
- 1998 : För herr Bachmanns broschyr
- 2002 : Den vidunderliga kärlekens historia Publié en français sous le titre Les Aventures fantastiques d'Hercule Barfuss, traduit par Martine Desbureaux, Paris, Éditions JC Lattès, 2011, 356 p.  (ISBN 978-2-7096-3520-2) ; réédition, Paris, LGF, coll. « Le Livre de poche » no 32490 2012  (ISBN 978-2-253-16197-4)
- 2009 : Kunzelmann och Kunzelmann
- 2012 : Havsmannen Publié en français sous le titre L’Homme-sirène, traduit par Martine Desbureaux, Paris, Éditions JC Lattès, coll. « Littérature étrangère », 2015, 339 p.  (ISBN 978-2-7096-3830-2) ; réédition, Paris, LGF, coll. « Le Livre de poche » no 34703, 2017  (ISBN 978-2-253-09857-7)

#### Sous le pseudonyme Lucifer
- 2013 : Skuggpojken Publié en français sous la signature Carl-Johan Vallgren et sous le titre Le Garçon de l'ombre, traduit par Esther Sermage, Paris, Éditions JC Lattès, 2016, 363 p.  (ISBN 978-2-7096-4653-6) réédition, Paris, LGF, coll. « Le Livre de poche » no 34487, 2017  (ISBN 978-2-253-08639-0)
- 2015 : Svinen Publié en français sous la signature Carl-Johan Vallgren et sous le titre Le Tunnel, traduit par Esther Sermage, Paris, Éditions JC Lattès, coll. « Littérature étrangère », 2017, 355 p.  (ISBN 978-2-7096-4659-8)

### Théâtre
- 2007 : Love Radio, 87,9 MHz

### Essai
- 1999 : Berlin på 8 kapitel

## Prix et distinctions
- Prix August 2002 pour Les Aventures fantastiques d'Hercule Barfuss